# تلقيح ذاتي
التلقيح الذاتي (بالإنجليزية: Autoinoculation)‏ مشتق من جذور الكلمات اللاتينية "autos" و"inoculate" التي تعني "الزراعة الذاتية" أو "العدوى الذاتية" أو "زرع شيء من نفسه". ". وقد يشير التلقيح الذاتي إلى الإجراءات الطبية المفيدة (على سبيل المثال التطعيم) وكذلك العمليات الطبيعية غير المفيدة أو الضارة (مثل العدوى أو المرض). وتحدث إحدى العمليات الطبية المفيدة لـالتلقيح الذاتي عندما تتم إزالة الخلايا من جسم إنسان ما، وتُستبدل بطريقة طبية ثم يُعاد إدراجها ("زرعها" أو "نقلها") إلى نفس الكائن الحي أو الشخص مرة أخرى لغرض تشخيصي أو علاجي. على سبيل المثال يستلزم العلاج بالخلايا الجذعية الحصول على الخلايا الجذعية من نخاع عظم شخص ما وإعادة حقن (التلقيح الذاتي) هذه الخلايا في وقت لاحق، وفي بعض الأحيان يتم ذلك بعد استبدال هذه الخلايا الجذعية. ويمكن أن يشير التلقيح الذاتي أيضًا إلى العملية التي من خلالها تتكاثر الفيروسات ذاتها من خلالها داخل الكائن الحي عن طريق زراعة نفسها في خلايا الكائن الحي واستبدال عمليات الأيض وإصلاح الحمض النووي وعمليات مضاعفة هذه الخلايا، باستخدام هذه العمليات لإعادة إنتاج ونقل نفسها إلى جميع أعضاء الكائن الحي. فعلى سبيل المثال، يمكن نشر الثؤلول والمليساء المعدية من خلال هذه الطريقة إذا تم نقل خلايا أنسجة الثؤلول (تم استبدال خلايا الجلد عن طريق فيروسات الأورام الحليمية) بصورة ميكانيكية إلى جزء آخر في الجسم. ومن ثم يمكن أن يحدث هذا الانتقال أو التلقيح الذاتي للثؤلول من خلال التلامس الميكانيكي بين أحد أجزاء الكائن الحي وآخر، وقد يحدث بالاحتكاك الذي يُزيل جزءًا من الخلايا المصابة إلى سطح ظاهري (أو إلى كائن آخر) ومن ثم يُعاد إنتاج هذه الخلايا بعد الاتصال بالجسم في مكان آخر أو عندما يتم نقل خلايا الثؤلول أو الأنسجة عبر مجرى الدم للكائن الحي.

## وصلات خارجية
- US National Library of Medicine
- Diagram